# Cynorta maculabnormis
Cynorta maculabnormis is een hooiwagen uit de familie Cosmetidae.